# 佐藤巌 (仏文学者)
佐藤 巌（さとう いわお、1930年（昭和5年）2月9日 - 2014年（平成26年）1月25日 ）は、日本のフランス文学者であり教育者である。岡山大学名誉教授。岡山県高梁市出身。

## 経歴

### 生い立ち
1930年（昭和5年）岡山県高梁市に生まれる。1947年（昭和22年）に地元の旧制高梁中学校（現在の岡山県立高梁高校）を4年で卒業（新制中学校へ移行処置）し、旧制高等学校で最後の入学生となる1947年に第六高等学校文科へ進学した。卒業を経て、1950年（昭和25年）東京大学へ入学した。東大では文学部フランス文学科に進学し、研究テーマは、ポール・エリュアール であった。1953年（昭和28年）同大学を卒業（旧制大学3年制最後の卒業者）した。

### 教育者として
1960年（昭和35年）岡山大学法文学部に所属し、1962年岡大附属図書館司書となった。1963年にフランス政府招聘第1回渡仏研修を経験し、その後、日本フランス語フランス文学会員となった。1966年（昭和41年）松山商科大学経営学部講師として大学教育者として復帰し、1967年岡山大学教養部講師となる。1968年、岡大助教授となり、1970年には法文学部助教授となった。その後、同大学の法文学部が法学部と文学部に分離するに際して、1980年（昭和55年）文学部助教授となり、1985年（昭和60年）岡大文学部教授へ昇格した。
岡山大学名誉教授となった後、同大学を退官し、ノートルダム清心女子大学教授となった。岡山県詩人協会会員でもあった。2014年（平成26年）1月25日に83歳で死去した。

## 著書
- ポール・エリュアール（1987年）[3]
- 詩集 不定形の渡船（1987年）[4]
- フランス料理仏和辞典（1987年）[5]
- 物語詩 わが神曲（1988年）[6]

## 所属団体
- ダダ・日本シュルレアリスム研究協会[1]
- 日本フランス語フランス文学会員[1]